# Mingijan Semenov
Mingijan Semenov, född 11 juni 1990 i Kalmuckien, Ryssland, är en rysk brottare som tog OS-brons i bantamviktsbrottning vid de grekisk-romerska OS-brottningstävlingarna 2012 i London. 